# Colin Austin
Colin François Lloyd Austin (Melbourne, 26 luglio 1941 – 13 agosto 2010) è stato un filologo classico, grecista e papirologo britannico.

## Biografia
Colin Austin era il secondo figlio di Lloyd James Austin (1915–1994) e di Jeanne-Françoise (nata Guérin). Alcuni anni dopo la sua nascita la famiglia si trasferì in Francia e poi in Gran Bretagna.
Studiò al Lycée Lakanal a Parigi, alla Manchester Grammar School, al Jesus College di Cambridge e al Christ Church di Oxford, dove Sir Hugh Lloyd-Jones fu il relatore del suo dottorato su Aristofane. Nel 1969 venne nominato lettore alla facoltà di Classici all'Università di Cambridge dove fu direttore degli studi dei classici fino al 2008. Dal 1998 al 2008 fu anche professore di greco. Nel 1983 venne eletto Fellow della British Academy
Le opere principali di Austin sono legate alle Tesmoforiazuse di Aristofane alle commedie e Menandro. Il suo commento alle Tesmoforiazuse venne pubblicato dalla Oxford University Press in una edizione del 2004 in collaborazione con S. Douglas Olson. Austin fu il primo editore (1967) della nuova porzione della tragedia Eretteo di Euripide, estratta da un sarcofago a Parigi. Fu anche il primo editore (1969) della prima e della terza commedia di Menandro contenute nei Papiri Bodmer: La donna di Samo e Aspis (Lo scudo).
In collaborazione con Rudolf Kassel iniziò, nel 1983, l'edizione completa delle opere dei poeti comici greci, Poetae Comici Graeci, composta da 7 volumi pubblicati fino al 2001 e costituita da oltre 4.500 pagine commentate su frammenti sopravvissuti di testi di 250 autori greci antichi.
Collaborò con Guido Bastianini e Claudio Gallazzi alla pubblicazione delle poesie rinvenute nel Papiro di Milano (2001), in gran parte epigrammi di Posidippo; con Guido Bastianini pubblicò nel 2002 la raccolta di tutti gli epigrammi di Posidippo, compresi quelli scoperti nel Papiro di Milano, nell'opera Posidippi Pellaei Quae Supersunt Omnia ("Tutte le opere sopravvissute di Posidippo di Pella").
Morì il 13 agosto 2010.